# Gare de Vaise
Gare de Vaise è il capolinea della linea D della metropolitana di Lione.
È situata nel IX arrondissement di Lione, sotto la stazione di Lione-Vaise, in place de Paris.

## Storia
La stazione fu aperta al traffico il 2 maggio 1978, quando fu attivato il segmento della linea D compreso tra le stazioni di Gorge de Loup e Gare de Vaise.

## Interscambi
La fermata costituisce un importante interscambio con la stazione di Lione-Vaise che, dopo Part-Dieu e Perrache, è stata il terzo scalo ferroviario lionese ad essere servito dalla metropolitana. Nelle vicinanze della stazione effettuano fermata diverse linee di tram, autobus urbani ed interurbani.
- Stazione ferroviaria (Lione Vaise)
- Fermata autobus

## Servizi
La stazione dispone di:
- Accessibilità per portatori di handicap
- Ascensori
- Scale mobili